# Gare de Massiac
La gare de Massiac, aujourd'hui renommée Gare de Massiac-Blesle, est une gare ferroviaire française de la ligne de Figeac à Arvant, située sur le territoire de la commune de Massiac, dans le département du Cantal, en région Auvergne-Rhône-Alpes.
C’est une gare de la Société nationale des chemins de fer français (SNCF), desservie par des trains Intercités (liaison Béziers - Clermont-Ferrand) et TER Auvergne-Rhône-Alpes. En 2016 son trafic s'élevait à plus de 29000 voyageurs par an.

## Situation ferroviaire

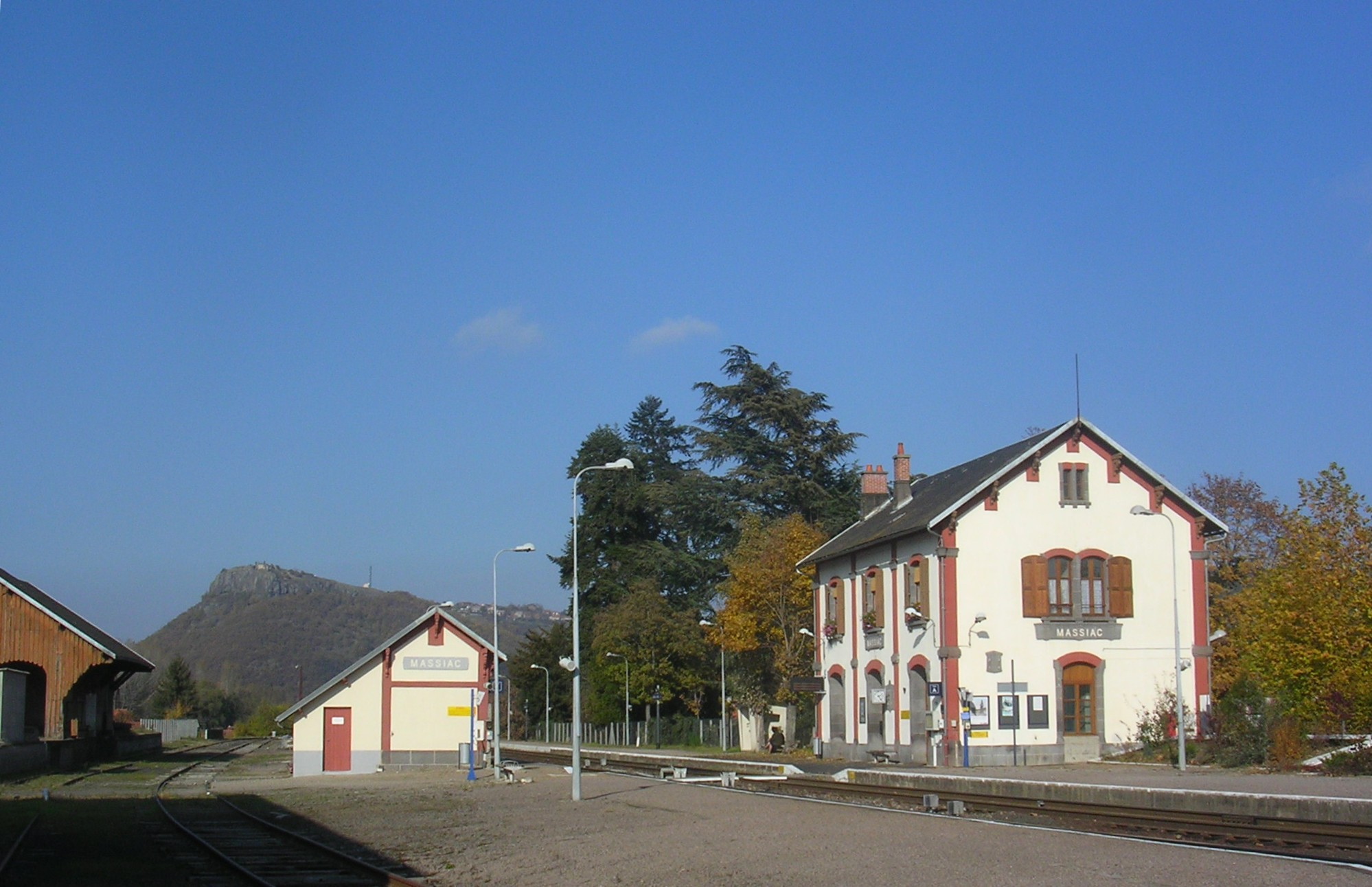
Vue depuis les voies côté sud en 2008. On aperçoit à gauche la gare en bois dite « de la petite vitesse » qui a été détruite par un incendie.

Établie à 538 mètres d'altitude, la gare de Massiac est située au point kilométrique (PK) 384,862 de la ligne de Figeac à Arvant, entre les gares ouvertes de Neussargues et d’Arvant. Entre Massiac et Neussargues, on trouve les gares fermées de Molompize au PK 378,237 et Ferrières-Saint-Mary au PK 369,661.

## Fréquentation
De 2015 à 2023, selon les estimations de la SNCF, la fréquentation annuelle de la gare s'élève aux nombres indiqués dans le tableau ci-dessous:
| Année     | 2015   | 2016   | 2017   | 2018   | 2019   | 2020   | 2021   | 2022   | 2023   |
| --------- | ------ | ------ | ------ | ------ | ------ | ------ | ------ | ------ | ------ |
| Voyageurs | 36 218 | 30 153 | 31 636 | 29 593 | 30 084 | 24 066 | 32 339 | 35 514 | 26 604 |

## Service des voyageurs

### Accueil
Gare SNCF, elle dispose d’un bâtiment voyageurs, avec guichet, ouvert tous les jours.

### Desserte
Massiac est desservie par les trains suivants :
- L’Aubrac (relation de Clermont-Ferrand à Béziers),
- TER Auvergne-Rhône-Alpes (relation Clermont-Ferrand - Aurillac par Vic-sur-Cère,  Le Lioran).

### Intermodalité
Un parc pour les vélos et un parking pour les véhicules sont aménagés.

Installations de la gare
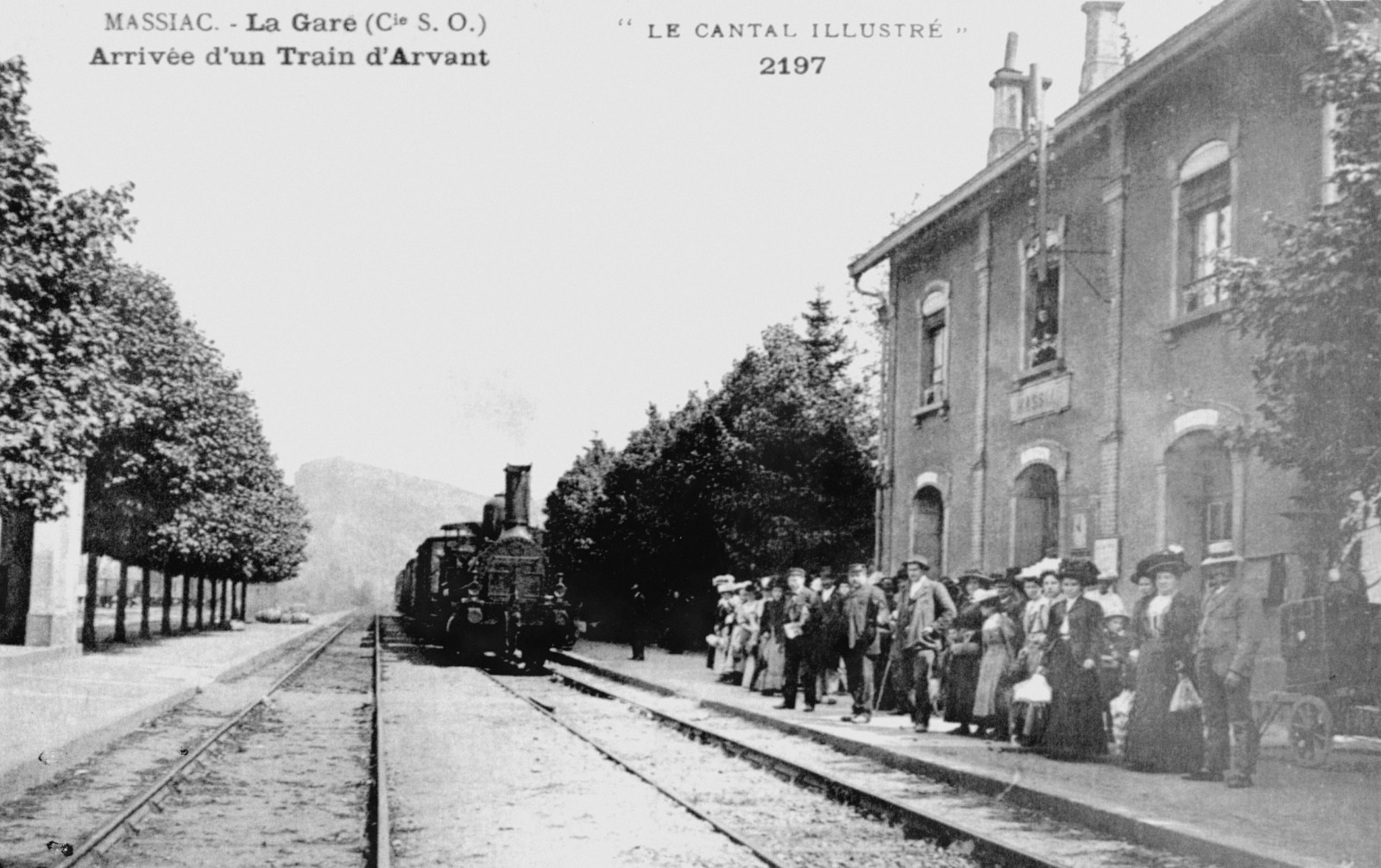
Arrivée du train à Massiac au 19e siècle
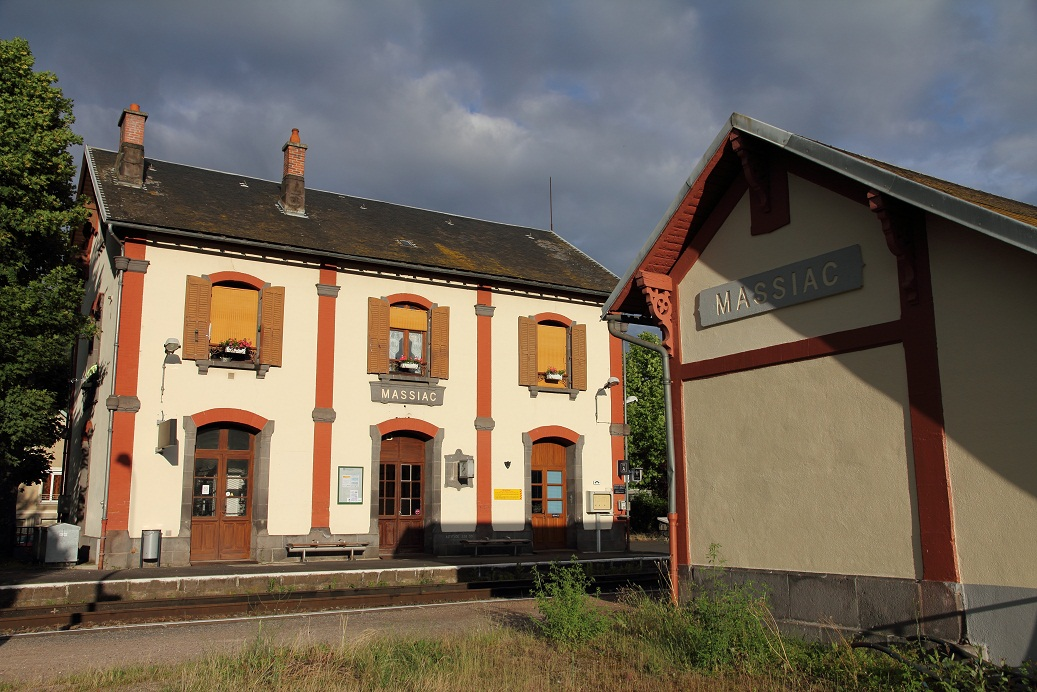
Le bâtiment voyageurs côté voie en 2011.
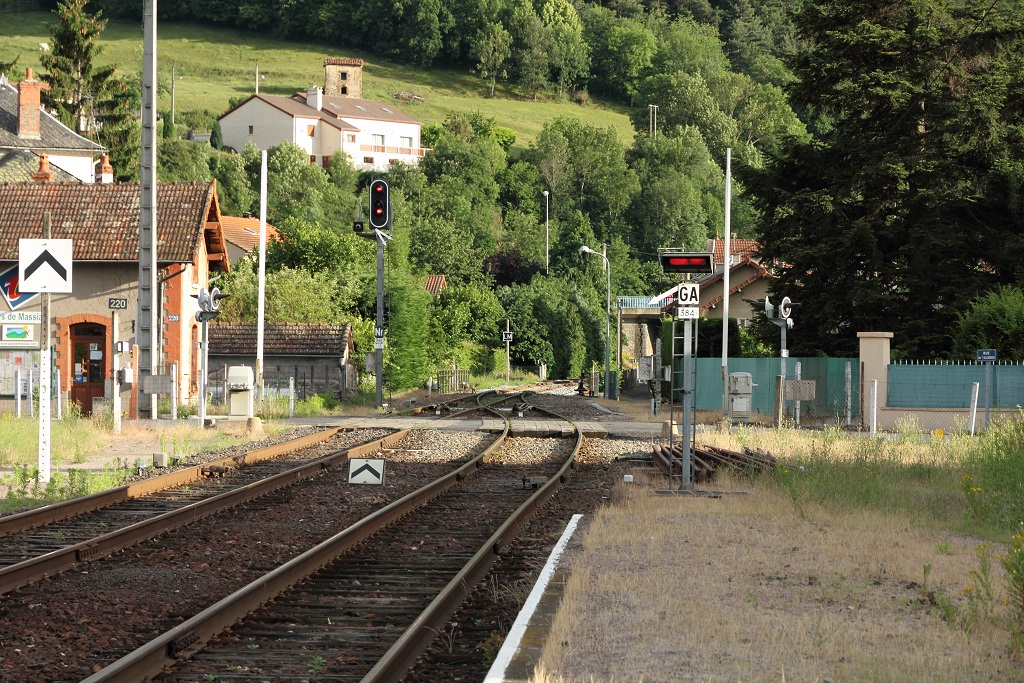
Vue en direction de Neussargues en 2011.
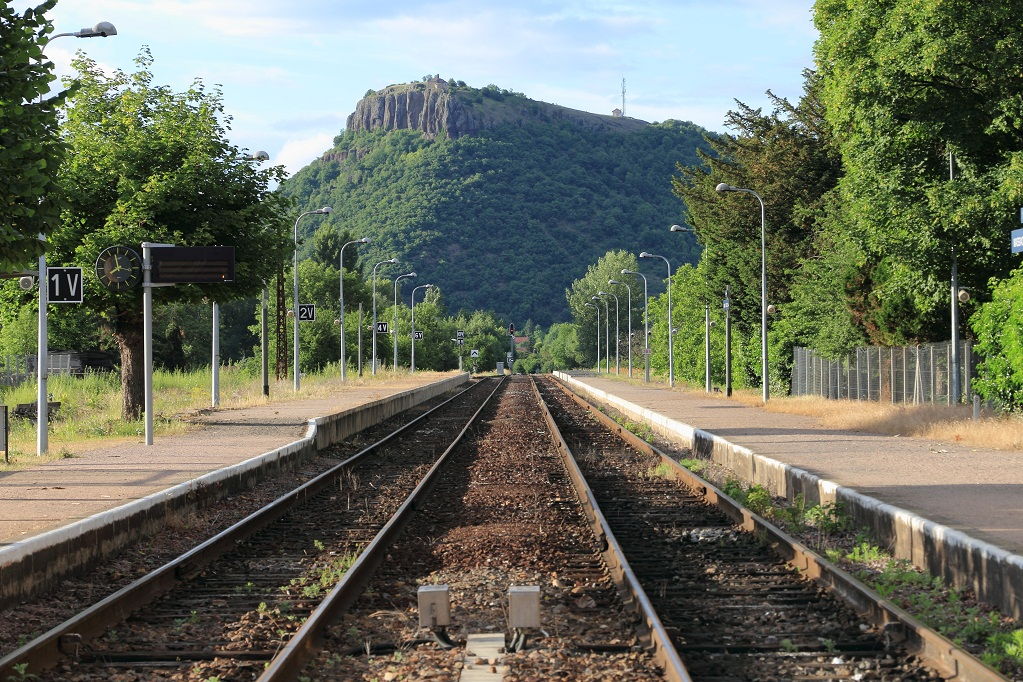
Vue en direction de Clermont-Ferrand en 2011.
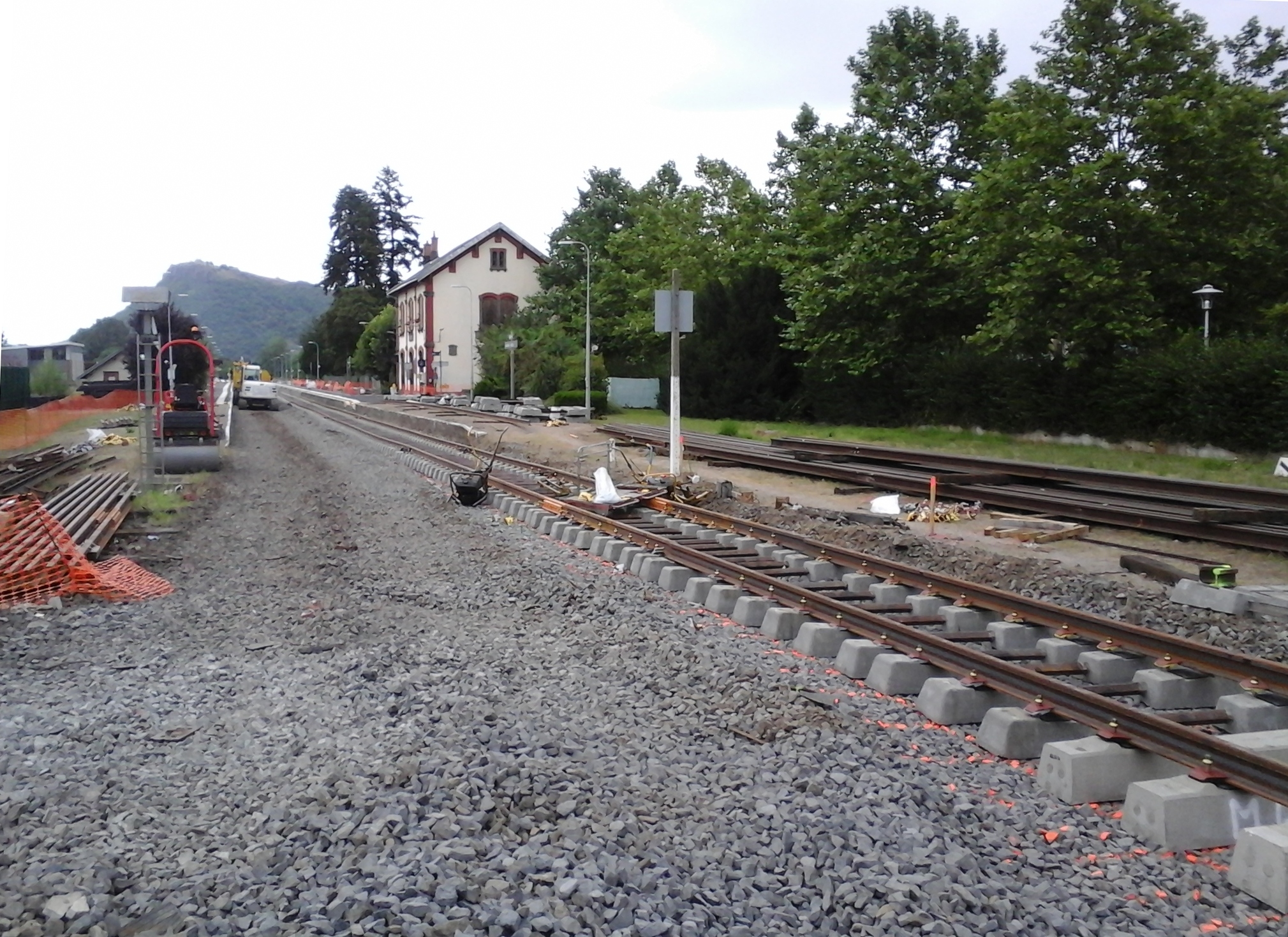
Rénovation de la voie ferrée en Août 2016